# Achille Mauri (editore)
Achille Mauri (Rimini, 4 settembre 1939 – Rosario, 10 gennaio 2023) è stato un editore italiano, presidente del gruppo Messaggerie Italiane e della Scuola per librai «Umberto e Elisabetta Mauri»..

## Biografia
Nato a Rimini nel 1939, era l'ultimo dei cinque figli (con Silvana, Fabio, Ornella e Luciano) di Umberto Mauri, impresario teatrale, direttore generale della Mondadori prima di diventare proprietario della casa di distribuzione Messaggerie Italiane, e di Maria Luisa Bompiani, sorella di Valentino Bompiani.
Iniziò la carriera in Mondadori, nel 1957, quindi lavorò per la Fiat andando in Persia per la Fiat Techint e poi a Torino. Nel 1965, ancora giovanissimo, entrò in proprio nell’editoria costituendo la Achille Mauri Editore, casa editrice di libri d’arte  che pubblicò tra l'altro le opere su Baj, Castellani, Fontana, Fabio Mauri, Le Parc, Monachesi, Piacentino, Italia Design 70, Expo Osaka 70 e sui Cinesi di Furio Colombo. Stampò i primi numeri della rivista «Versus» a cura di Umberto Eco.
Nel 1968 ricoprì la carica di amministratore delegato di Messaggerie Periodici e, un anno dopo, fondò, con Messaggerie Periodici e De Agostini, la casa editrice L’Esperto per realizzare enciclopedie per ragazzi. Negli anni 1970 e 1980 costituì la società «Pontaccio» di produzioni televisive e cinematografiche.
Nel 2005 succedette al fratello Luciano nel ruolo di amministratore delegato di Messaggerie Italiane; nel 2009 subentrò al fratello Fabio alla presidenza dello stesso gruppo.
È morto in Argentina nel 2023, per complicazioni da Covid-19.

## Vita privata
Con la moglie Diana ebbe due figli, Santiago e Sebastiano.

## Opere
- Anime e acciughe, Bollati Boringhieri, 2017
- Il paradosso di Achille, Bollati Boringhieri, 2019